# Лабастид-Клермон
Лабасти́д-Клермо́н (фр. Labastide-Clermont, окс. La Bastida de Clarmont) — коммуна во Франции, находится в регионе Юг — Пиренеи. Департамент — Верхняя Гаронна. Входит в состав кантона Рьём. Округ коммуны — Мюре.
Код INSEE коммуны — 31250.

## География
Коммуна расположена приблизительно в 620 км к югу от Парижа, в 39 км к юго-западу от Тулузы.
На севере коммуны протекает река Туш.

## Климат
Климат умеренно-океанический. Зима мягкая и снежная, весна характеризуется сильными дождями и грозами, лето сухое и жаркое, осень солнечная. Преобладают сильные юго-восточные и северо-западные ветры.

## Население
Население коммуны на 2010 год составляло 695 человек.
| 1962 | 1968 | 1975 | 1982 | 1990 | 1999 | 2010 |
| ---- | ---- | ---- | ---- | ---- | ---- | ---- |
| 299  | 291  | 275  | 325  | 347  | 416  | 695  |

## Администрация
| Период | Период | Фамилия            | Партия                  | Примечания |
| ------ | ------ | ------------------ | ----------------------- | ---------- |
| 2001   | 2005   | Жан Сеги           | Социалистическая партия |            |
| 2005   | 2020   | Пьер-Ален Дентийак | беспартийный            |            |

## Экономика
В 2010 году среди 425 человек трудоспособного возраста (15—64 лет) 323 были экономически активными, 102 — неактивными (показатель активности — 76,0 %, в 1999 году было 69,2 %). Из 323 активных жителей работали 283 человека (157 мужчин и 126 женщин), безработных было 40 (15 мужчин и 25 женщин). Среди 102 неактивных 39 человек были учениками или студентами, 34 — пенсионерами, 29 были неактивными по другим причинам.

## Фотогалерея

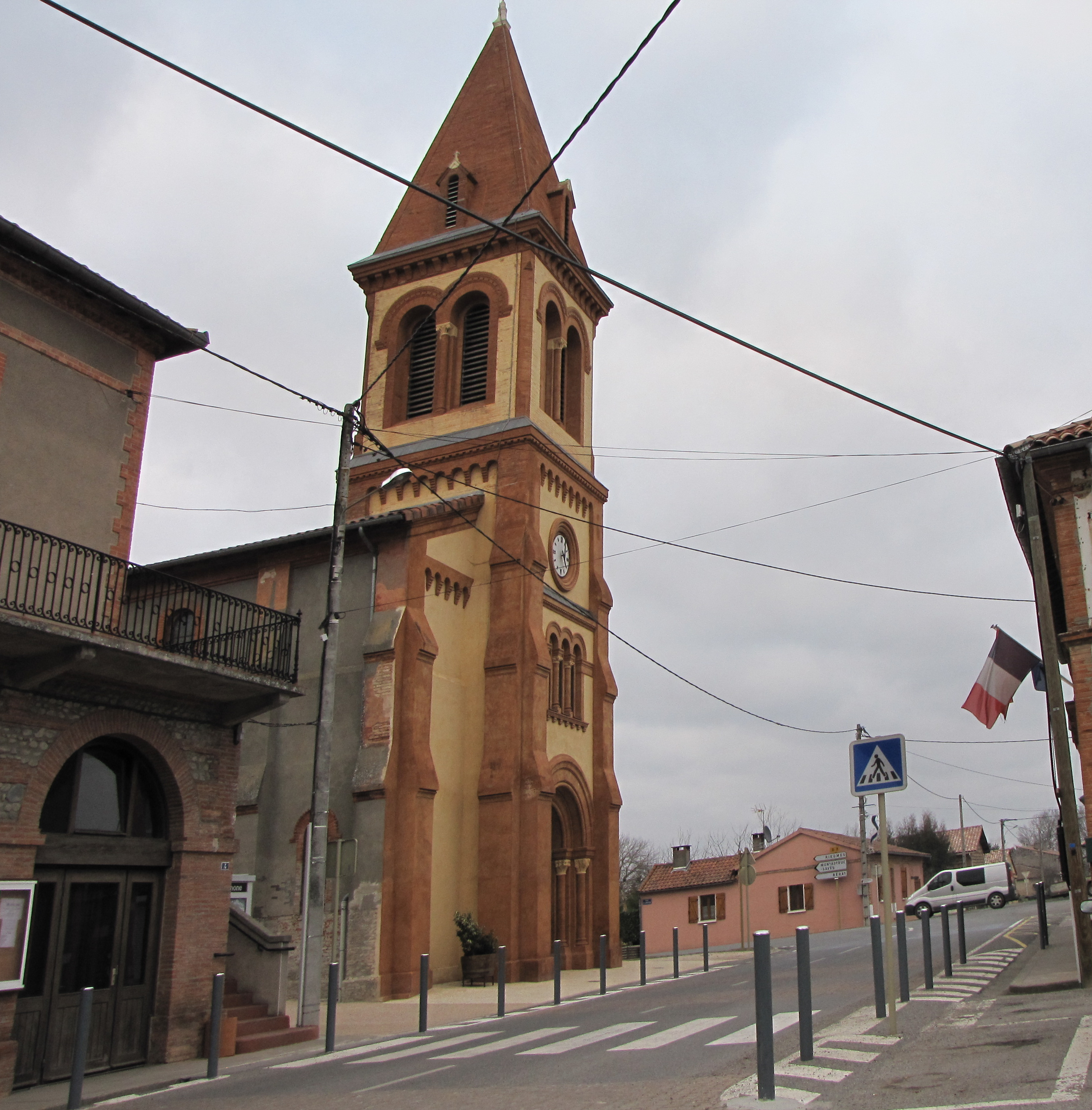
Церковь и мэрия
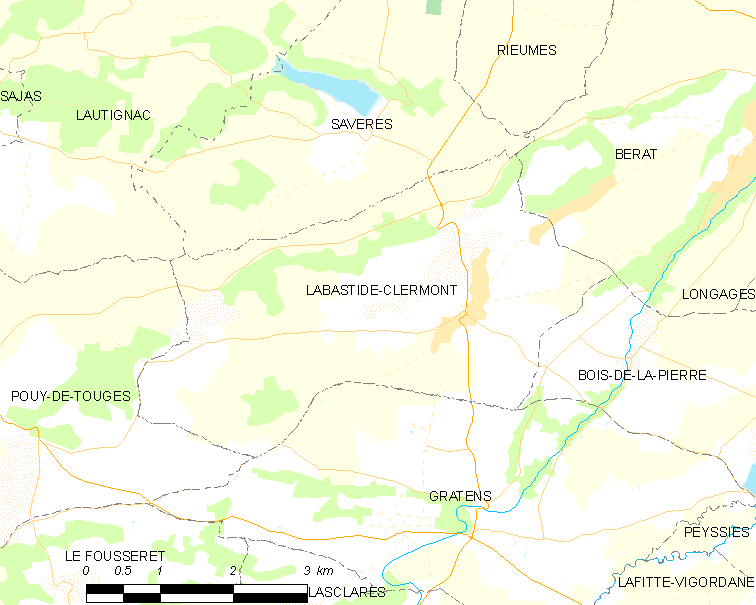
Карта коммуны